# Sielsowiet piesczański (obwód kurski)
Sielsowiet piesczański (ros. Песчанский сельсовет) – jednostka administracyjna wchodząca w skład rejonu biełowskiego w оbwodzie kurskim w Rosji.
Centrum administracyjnym sielsowietu jest sieło Piesczanoje.

## Geografia
Powierzchnia sielsowietu wynosi 33,80 km².

## Historia
Status i granice sielsowietu zostały określone 21 października 2004 roku.

## Demografia
W 2017 roku sielsowiet zamieszkiwało 928 mieszkańców.

## Miejscowości
W skład sielsowietu wchodzi jedynie Piesczanoje.